# 炭鉱国家管理問題
炭鉱国家管理問題（たんこうこっかかんりもんだい）は、1947年に成立した片山内閣が提案した臨時石炭鉱業管理法を巡る政争。

## 概要
日本社会党委員長である片山哲を首班とする連立内閣であった片山内閣の商工大臣水谷長三郎は、当時の日本のエネルギー産業の中核産業であった石炭について日本経済の生産復興の促進と日本国家自体の社会主義化の先鞭とする意図から炭鉱の国有化を目指し、片山内閣成立直後の6月2日の閣議で炭鉱の国家直接管理の方針の了承を得ると、経済安定本部・商工省などを中心として生産現場の国家直接管理と産業民主制（労使同数による生産協議会を経営決議機関とする）を中核とする「炭鉱国家管理要綱案」を作成させ6月28日に発表した。
だが、国家再建を優先して政治休戦（四党政策協定）を承諾していた自由党がこの法案に日本の社会主義化政策の意図を感じ取って8月19日に休戦を破棄して同法案の廃案を目指し、危機感を抱いた炭鉱経営者も多額の金銭による政治工作を開始した。
更に社会党と連立を組んでいた民主党内部でも反対論が高まり、これに先の民主党結成時に前身の進歩党総裁幣原喜重郎を廃して自由党を離党した芦田均を党首に迎えた際の内紛が再燃し、幣原支持派や連立反対派による連立推進派の芦田総裁攻撃へと発展した。このため、民主党は要綱が掲げた国家直接管理方針反対を主張したため、法案化が困難を極め、連立与党三党の党首会談、閣議での了承を経て、生産現場の国家直接管理の方針を撤回して政府が経営者を間接的に管理する「臨時石炭鉱業管理法案」として衆議院に提出出来たのは、9月25日のことであった。だが、国会の審議は野党である自由党の抵抗で混乱を極め、更に民主党の一部も審議妨害に加わった。その結果、幣原やこれに賛同する田中角栄・原健三郎ら24名の民主党議員が除名・離党勧告処分を受けて同志クラブを結成して野党側に転じた。最終的に生産協議会の諮問機関への格下げ（産業民主制導入撤回）、3年間の時限法制化などの修正を加えた修正案が衆議院・参議院両院ともに「委員会否決・本会議成立」と言う異例な形で国会閉会直前の12月8日夜に成立した。
その後、炭鉱経営者による政治工作において政治家に渡された金銭が賄賂にあたるとの疑惑が持たれ、田中角栄ら8名の政治家が起訴される疑獄事件へと発展した（炭鉱国管疑獄）。